# Skrytá země
Skrytá země je oblast ve fiktivním světě v knize Trpaslíci Markuse Heitze. V tomto článku je popisován její stav v druhém románu Válka trpaslíků, předposlední díl, Pomsta trpaslíků, tu není zahrnut ani téže poslední díl Osud trpaslíků.

## Geografie
V celé Skryté zemi je mírné podnebí, na jihu jsou však pouště a větší vedra, naopak na severu bývá větší zima. Má tvar přibližně obdélníku a je ohraničena většinou neprostupnými horami, které stvořil bůh trpaslíků Vraccas. Hlídají je trpaslíci a chrání tak všechny lidi, elfy a další živé tvory před stvůrami ze Země za horami.

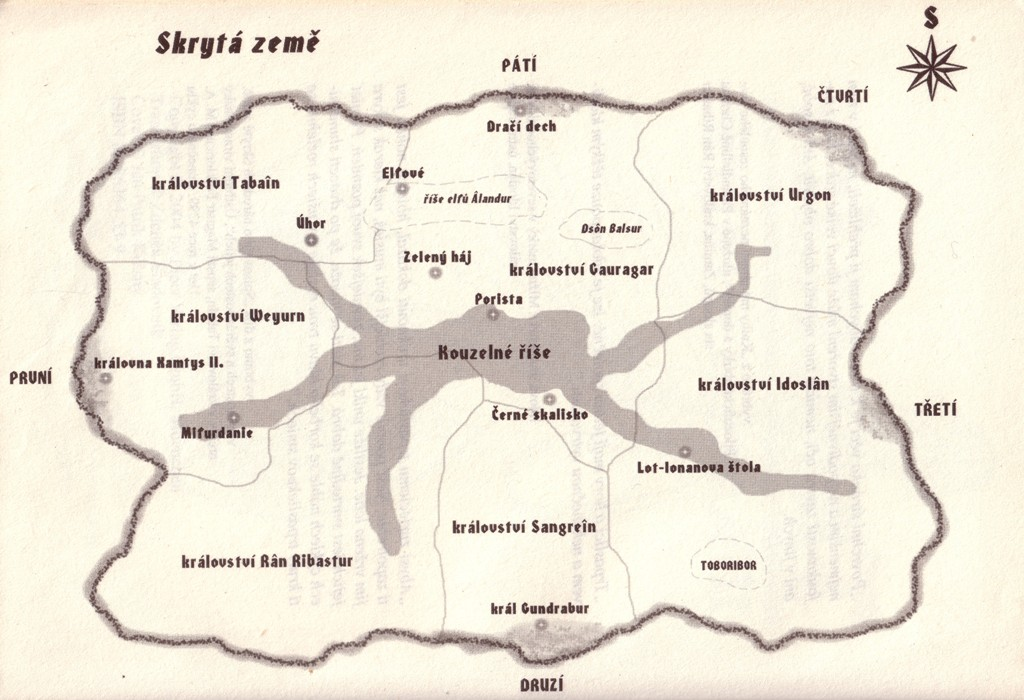
mapa Skryté země

### Lidská království
- Tabaîn leží na Severozápadě Skryté země. Je to velmi rovinaté království a pěstuje se v něm hlavně obilí.
- Gauragar je hornaté království na severu, v jehož území leží také říše elfů Âlandur, bývalá říše alfů Dsôn Balsur, hlavní metropole Skryté země Porista, Černé skalisko, což je dávná a opuštěná pevnost, postavená trpaslíky kmene Třetích, ležící přesně ve středu Skryté země a na severu v horách trpaslíci kmene Pátých. Když byla Mrtvá země na vrcholu své moci, prakticky celý Gauragar byl pod její nadvládou.
- Urgon leží na severovýchodě. V horách tam sídlí trpaslíci kmene Čtvrtých a nachází se zde země obrů Borwôl.
- Weyurn leží na západě a dvě třetiny jeho území je pokryto jezery, pod kterými se skrývá proud magické síly. Nachází se zde také významné město Milfurdanie. V horách sídlí trpaslíci kmene Prvních.
- Rân Ribastur leží na jihozápadě.
- Sangreîn leží na jihu a na jeho území se nachází poušť. V horách sídlí trpaslíci kmene Druhých.
- Idoslân leží na jihozápadě a na jeho území je bývalá skřetí říše Toboribor. Nachází se v něm i Lot-Ionanova štola. V horách sídlí trpaslíci kmene Třetích.

### Ostatní říše
- Říše elfů Âlandur se nachází v království Gauragar.
- Zlatotvrz, Drahokamov a další tři Svobodná města – v těchto městech žijí Svobodní, trpaslíci žijící bez rodových zákonů.

### Hory
- Rudé hory leží na západě. Sídlí v nich trpaslíci kmene Prvních.
- Hnědé hory leží na severovýchodě. Sídlí v nich trpaslíci kmene Čtvrtých.
- Černé hory leží na východě. Sídlí v nich trpaslíci kmene Třetích.
- Modré hory leží na jihu. Sídlí v nich trpaslíci kmene Druhých.
- Šedé hory leží na severu. Sídlili v nich trpaslíci kmene Pátých. V jejích síních se nalézá výheň Dračí dech. V roce 5199. slunečního cyklu prorazila armáda Mrtvé země tamní bránu a více než tisíc cyklů tam vládla. Po jejím poražení vyslaly všechny kmeny své zástupce, aby síně Pátých osídlily.

### Zaniklé říše
- Kouzelné říše byly roztažené do všech království Skryté země a bylo jich sedm: Turgia; Oremaira; Saborien; Ionandar; Brandôkai a Lios Nudin vprostřed Skryté země, odkud vytékalo magické pole do ostatních kouzelných říší a nachází se v něm jejich hlavní město Porista. Jsou pojmenovány podle svých magusů a nacházely se výhradně v oblastech, kudy protékalo magické pole. Magickou sílu vysál eoîl do Kamene zkoušky a chtěl si ho odnést, avšak Tungdil Zlatoruký a Neuvěřitelný Rodario eoîla zabili. Bylo vyrobeno 14 napodobenin a ty, spolu se zamíchaným pravým Kamenem zkoušky, byly rozdány vládcům Skryté země, aby je každý hlídal jako ten pravý.
- Dsôn Balsur byla říše alfů s hlavním městem Dsôn a ležela vedle Âlanduru. Vznikl na místě bývalé elfské říše Zlatá nížina, kterou alfové dobyli. Všichni alfové ve Skryté zemi byli zničeni kamenem zkoušky, avšak neví se, kde jsou jejich vládci Nagsor a Nagsar.
- Lesinteïl je bývalá říše elfů, kterou alfové zničili.
- Zlatá nížina je bývalá říše elfů, kterou alfové obsadili a přeměnili na Dsôn Balsur.
- Skřetí říše Toboribor se nacházela v království Idoslân. Všichni skřeti z ní byli zničeni Kamenem zkoušky.
- Berwôl je bývalá říše obrů v severovýchodním Urgonu. Všichni obři byli zničeni Kamenem zkoušky.

## Historie
O historii Skryté zemi toho není moc známo, jsou zaznamenané až poslední cykly.

### Invaze Mrtvé země
V pozdním létě 5199. slunečního cyklu napadly trpasličí kmen Pátých stvůry ze Země za horami jako už mnohokrát. Trpaslíci však byli oslabeni boji s alfy, kteří se dostali do jejich štol a také epidemií neznámé choroby. Navíc zradou byla otevřena brána do Skryté země a trpaslíky převálcovali skřeti a další Tionovi splozenci, kterým veleli alfové.
Oblasti, kterou stvůry dobyli, se říkalo Mrtvá země, protože všechny rostliny na ní buď zemřely, nebo se obrátily ke zlému. Stvoření, která na ní zemřely, znovu ožívaly a sloužily jí. Zabít se daly pouze useknutím hlavy. Mrtvé zemi dokážou jako jedni z mála vzdorovat trpaslíci, kteří když na ní zemřou, vrátí se sice jako nemrtví, ale jejich tvrdohlavost jim umožňuje myslet a konat i proti Mrtvé zemi. Například Giselbart Železnooký, otec kmene Pátých, společně se svými druhy stovky cyklů bránili výheň Dračí dech, kde byla nakonec vyrobena Ohnivá čepel. 
Skřeti a alfové se postupně dostávali stále více na jih. Magusové jim stavěli magické zábrany, ale alfové byli schopni později jimi procházet a zábrany někdy stejně povolily. V době svého největšího rozmachu ovládala téměř celé království Gauragar a východ království Tabaîn.
Magus Nudin Vědychtivý podlehl slovům Duše Mrtvé země a postavil se na její stranu, stal se z něho Nôd’onn Dvojitý. Vyvraždil tak všechny maguse a fámuly Skryté země, jen Andôkai Bouřlivá se zachránila. Lidská armáda vypravená na dobytí Poristy byla zničena, jedinou záchranou tak byli trpaslíci.
Probíhala totiž volba nového trpasličího velkokrále a při výběru dvou kandidátů byl soutěžní úkol, aby vykovali zbraň Ohnivou čepel a zabili jí Nôd’onna. Turo legendární zbraň však bylo nutno ukovat ve výhni Dračí dech v bývalé říši Pátých. Proto se vydaly dvě výpravy trpaslíků, aby ji vykovaly. Podařilo se to však jen skupině Tungdila Zlatorukého, kteří se do výhně dostali a s pomocí praotce Pátých Giselbarta Železnookého a jeho společníků, kteří jako nemrtví bojovali proti Mrtvé zemi, se jim podařilo ji vykovat a rychle pak tunely ujížděli k Černému skalisku, kde se bránili trpaslíci kmene Prvních a Druhých proti Nôd’onnovi. Tungdilovi se ho a Duši Mrtvé země podařilo zabít a osvobodit tak Skrytou zemi od Mrtvé země. Její vojska byla tedy v Bitvě u Černého skaliska v zimě 6234. cyklu poražena spojenými vojsky lidí, elfů a trpaslíků.
Mrtvá země pak dál přežívala jen na ostrůvcích půdy, které byly definitivně zničeny Kamenem zkoušky. Narmora Hrozivá pak ještě využívala moc malachitového kamene z Nôd’onnova těla a když zemřela, roztříštil kámen Tungdil Zlatoruký.

### Invaze Božských avatarů
Po ústupu Mrtvé země se Skrytá země pomalu zotavovala z přestálého utrpení a spojená vojska lidí, trpaslíků a elfů obléhala Dsôn Balsur, kterému tak hrozilo brzké zničení
Zvědové zjistili, že na západě, v Zemi za horami, se děje něco divného. Vzpomnělo se na Nôd’onnovy obavy z nebezpečí ze západu. Nakonec se zjistilo, že to vypadá na Božské avatary. Podle legendy to mají být úlomky boha Tiona, který je nechtěl přijmout zpět a tak bojují proti všemu, co stvořil, tedy proti všemu zlému. Skrytá země by se tedy neměla čeho obávat, ale tito avataři po cestě ničí všechno, co jim stojí v cestě, takže i dobré bytosti a proto byla svolána do Poristy porada vládců Skryté země, jak avatary zastavit. Tam se ukázali Třetí s tím, že mají proti avatarům zbraň, ale použijí ji, až odejdou všechny ostatní kmeny do Země za horami. Trpaslíci však lstí (kterou vymyslel Tungdil Zlatoruký) zjistili, že Třetí žádnou zbraň nemají a že uměle vytvořili příznaky avatarů (obrovské požáry na východě apod.). Tungdil podle zpráv vysvětlil králi Třetích Lorimbasovi, že avataři skutečně existují (taky mu převálcovali techniky na západě).  Král Třetích tedy zastavil boje a stal se dočasně spojencem ostatních trpaslíků, než bude nebezpečí zažehnáno.
U Prvních se avatarů nedočkali – ti totiž objevili trpasličí podzemní tunely a pustili se jimi k Černému skalisku. Úplně ho zpustošili a rozjeli se na sever do Dsôn Balsuru. Za sebou nechávali jen vypálená města. Zaútočila tam na ně trpasličí armáda, složená hlavně z Třetích. Avataři se rozdělili tak, že devět jich změnilo směr na jih do Poristy a zbylí dva s částí armády bojovali s trpaslíky – marně. Djerůn, kterému Balyndis vykovala brnění odolávající avatarům, ty dva roztrhl rukama. Byli to pouze kouzelníci, lidé, kteří si na avatary jenom hráli. Všem se ulevilo a armádu těchto dvou avatarů trpaslíci pobili. 
Alfové se ze strachu z avatarů přidali dočasně na stranu trpaslíků, kteří je nutně potřebovali. Vojsko trpaslíků, posílené Prvními, Svobodnými a dalšími Třetími, ale bez Djerůna, kterého zoufalí vojáci avatarů zabili, se vydali co nejdříve za zbývajícími avatary do Poristy, aby je konečně úplně zničili. Tungdil vykoval provizorně pro sebe a Boïndila s Boëndalem brnění odolávající magii avatarů z Djerůnovy zbroje. Bylo potřeba co nejdříve dobýt město, protože avataři pravděpodobně dělali něco s pramenem magické síly. Trpasličí vojsko tedy na několika místech zaútočilo, zatímco Tungdil s dvojčaty a dalšími se kanalizací dostali do Poristy a dále až do paláce s avatary. Tungdilovi se s dvojčaty podařilo samozvané avatary zabít, ale Boëndal utrpěl v boji těžké popáleniny, díky kterým nakonec zemřel. Ten nejsilnější avatar, který měl opravdu božské schopnosti, říkalo se mu eoîl, byl v jedné věži a vysál energii ze všech magických polí. Tungdilovi a spol. se sice podařilo dostat až tam, ale eoîl je stačil zadržet a uskutečnit svůj plán – vypustil energii z magických polí do celé Skryté země. Tato energie zničila všechno zlo – alfy, skřety a všechny Tionovy stvůry. Všechno to zničené zlo se pak přeměnilo na dobro a toto obrovské množství energie se ze všech stran k eoîlovi vrátilo a zůstalo mu v diamantu zvaném Kámen zkoušky. Tungdilovi s Neuvěřitelným Rodariem se podařilo eoîla zabít, protože by bylo nebezpečné nechávat mu takovou energii.

## Obyvatelstvo

### Lidé
Lidé jsou nejpočetnější rasou ve Skryté zemi. Žijí v sedmi královstvích.

### Trpaslíci
Trpaslíky stvořil bůh Vraccas a jsou nejodolnější národ. Brání celou Skrytou zemi, i když za to mnohdy od ostatních obyvatel moc velký vděk nesklízí. V posledních cyklech utrpěli obrovské ztráty na životech.
Dělí se na pět kmenů, každý z nich se specializuje na něco jiného, např. umění brousit drahé kameny, jiní jsou dobří kováři apod. Dostali tyto dary od Vraccase, ale kmen Třetích žádnou takovou vlastnost díky své vzpupnosti nedostal a je nepřátelský ke všem ostatním kmenům. Každý kmen se dále dělí na klany, např. klan širikoprstých, kladivobijců, apod.

### Elfové
Elfové žijí ve svojí říši Âlandur, většinou uzavření do sebe. V době rozmachu Mrtvé země většinu jejich říše dobyli alfové, kteří jsou jejich největší nepřátelé. Z jejich národa pocházejí eoîlové, které obdařila Sitalia svým dotykem. Jsou mocnější než obyčejní elfové. Jeden z nich byl vůdce samozvaných avatarů. Elfové proti nim odmítají bojovat.

### Alfové
Alfové jsou podobní elfům, ale lstivější a zlí. Žili v Dsôn Balsuru, po působení Kamene zkoušky žijí možná už jen v Zemi za horami. Jsou to největší nepřátelé elfů.

### Mágové
Mágové jsou lidé, kteří umějí čarovat. Velí jim magusové, jejich žáci se nazývají fámulové.

### Skřeti
Skřeti žijí v Zemi za horami, odkud na Skrytou zemi útočí. Všechny, co žili ve Skryté zemi, zabil Kámen zkoušky.

## Bohové
Lidé se nejčastěji modlí k Palandiell, bohyni plodnosti. Někdy také k Elrii, bohyni vod.
Trpaslíci mají v úctě svého stvořitele, Vraccase Kováře.
Všechno zlé a nečisté se klaní Tionovi.
Elfové se modlí k Sitalii, své stvořitelce.
Nejméně tvorů má ze svého boha Samusina, bohu větru. Je to bůh rovnováhy mezi dobrem a zlem.

## Názvy časových pojmů
Čas se ve Skryté zemi počítá stejně jako v reálném světě, ale jinak se nazývá:
Roky se nazývají sluneční cykly.
Dny se nazývají oběhy.
Ostatní pojmy jsou stejné.